# 4-ヒドロキシ-4-メチル-2-オキソグルタル酸アルドラーゼ
4-ヒドロキシ-4-メチル-2-オキソグルタル酸アルドラーゼ(4-hydroxy-4-methyl-2-oxoglutarate aldolase、EC 4.1.3.17)、以下の化学反応を触媒する酵素である。
4-ヒドロキシ-4-メチル-2-オキソグルタル酸{\displaystyle \rightleftharpoons }2 ピルビン酸
従って、この酵素の基質は4-ヒドロキシ-4-メチル-2-オキソグルタル酸のみ、生成物はピルビン酸のみである。
この酵素はリアーゼ、特に炭素-炭素結合を切断するオキソ酸リアーゼに分類される。系統名は、4-ヒドロキシ-4-メチル-2-オキソグルタル酸 ピルビン酸リアーゼ (ピルビン酸形成)(4-hydroxy-4-methyl-2-oxoglutarate pyruvate-lyase (pyruvate-forming))である。他に、pyruvate aldolase、gamma-methyl-gamma-hydroxy-alpha-ketoglutaric aldolase、4-hydroxy-4-methyl-2-ketoglutarate aldolase、4-hydroxy-4-methyl-2-oxoglutarate pyruvate-lyase等とも呼ばれる。この酵素は、ヒドロキシル化による安息香酸の分解及びc5分岐二塩基酸の代謝に関与している。